# Nyonya Meneer
Lauw Ping Nio alias Nyonya Meneer (indonesisch Frau Meneer) (* 1895 in Sidoarjo Ostjava; † 1978 in Semarang) war eine Unternehmerin in der Kräuterheilkunde in Indonesien.

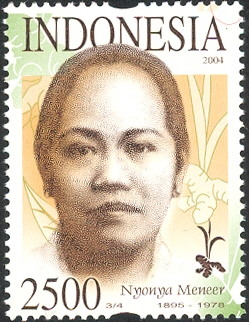
Nyonya Meneer auf einer indonesischen Briefmarke

## Leben und Unternehmensgeschichte
Meneers Name leitet sich von Menir-Reis ab, dem feinen Korn, das beim Stampfen von Reis übrig bleibt. Ihre Mutter aß diesen Reis mit Vorliebe, so dass das Kind, das sie zur Welt brachte, Menir genannt wurde. Aufgrund des Einflusses der niederländischen Rechtschreibung in Indonesien wurde die Schreibweise Menir in Meneer geändert.
Nyonya Meneer war das dritte von fünf Kindern. Sie heiratete Ong Bian Wan, einen Mann aus Surabaya, und zog später nach Semarang. Während der holländischen Besatzung in den 1900er Jahren wurde ihr Mann sehr krank und alle Bemühungen, ihn zu heilen, waren vergeblich. Meneer versuchte es mit javanischen Kräutern, die sie noch von ihren Eltern kannte, und ihr Mann erholte sich. Von da an setzte sich Meneer verstärkt für die Zubereitung javanischer Kräuter ein, um ihrer Familie, ihren Nachbarn, Verwandten und der umliegenden Gemeinschaft in Not zu helfen. Sie brachte ihren Namen und ihr Porträt auf den von ihr hergestellten Jamu-Verpackungen an, um eine engere Beziehung zu ihrer Umgebung aufzubauen. Ausgestattet mit einfachen Küchenutensilien weitete das Familienunternehmen den Verkauf auf die Nachbarstädte aus.
Im Jahr 1919 wurde mit Unterstützung der Familie das Unternehmen Jamu Cap Potret Nyonya Meneer gegründet, das später zum Vorläufer einer der größten Kräutermedizin-Industrien in Indonesien wurde. Neben der Gründung einer Fabrik eröffnete Meneer auch ein Geschäft in Semarang. Das Familienunternehmen wuchs mit Hilfe ihrer heranwachsenden Kinder weiter. Im Jahr 1940 wurde mit Hilfe ihrer Tochter Nonnie (Ong Djian Nio), die nach Jakarta zog, eine Filiale von Nyonya Meneer’s Shop in Jakarta eröffnet.
Nyonya Meneer verstarb 1978, und da die zweite Generation, ihr Sohn Hans Ramana (Ong Han Houw), bereits zwei Jahre zuvor gestorben war, wurde das Unternehmen von der dritten Generation, den fünf Enkeln von Meneer, weitergeführt. Die fünf Geschwister kamen jedoch nicht gut miteinander aus und beschlossen, getrennte Wege zu gehen. Heutzutage befindet sich das Unternehmen im alleinigen Besitz und unter der Kontrolle eines Enkels von Nyonya Meneer, Charles Saerang. Im Jahr 2006 dehnte Nyonya Meneer seine Vermarktung von Kräutermedikamenten erfolgreich auf Taiwan aus, nachdem das Unternehmen zuvor bereits erfolgreich in Malaysia, Brunei, Australien, den Niederlanden und den Vereinigten Staaten Fuß gefasst hatte.